# 王温舒
王 温舒（おう おんじょ、? - 紀元前104年）は、前漢の武帝時代の酷吏と呼ばれた官吏の一人。左内史陽陵県（現在の陝西省咸陽市渭城区）の人。

## 略歴
若い頃の彼は墓を暴いて盗掘をしていた。後に亭長として定職に就くが、たびたび問題を起こし解任を繰り返した。やがて、長安城内の獄史（牢役人）の下級官吏となり、当時の廷尉だった張湯に仕え、御史に進み、賊の討伐を監督して数多く殺傷したことを認められた。
やがて、斉と趙に隣接する広平郡の都尉に昇進し、赴任した現地でやり手の下役人を、彼らの発覚していない罪をつかむことで自分に逆らえないようにして自分の部下とした。そして盗賊や反乱者を取り締まり、殺害したり逮捕したりした。また有能な部下が悪事を重ねても、それを黙認し、逆らったらつかんでいた罪で処刑し罪人の一族をも奴隷にしたという。やがて広平郡には道の落ち物を拾わないほど秩序が保ったという。その手腕を聞いた武帝は彼を河内太守に昇進させた。
やがて元狩2年（紀元前121年）秋9月に河内に赴任した王温舒は、都尉時代に既に現地の土豪や盗賊を調査済みだったという。着任するや広平の時のようにして部下を使い、土豪ら千家以上を逮捕した。同時に早馬と駅伝を用意しておき、都に重罪の者は族誅し、それ以外も死罪とすることを上奏し、わずか3日で武帝の裁可を受け取った使者が戻ったため迅速に遂行できた。こうして重罪者は皆処刑され家産も没収された。こうして処刑を執行し、刑場には多くの流血に染まったという。河内の人々はその速さに驚き、12月の終わり頃には夜間に外出者はおろか犬の遠吠えさえも全く聞こえなかったという。だが、当時は処刑期間は冬（10月 - 12月）に限定されていたために、逮捕できず他の郡に逃亡してしまい、春を迎えることになった場合は処刑を執行できないので、「冬がもう一月あれば私の仕事が完成するのだが」と王温舒は悔しがったという。
武帝は王温舒の功績を聞いて、今度は彼を中尉に昇進させた。ここでも彼は都尉・太守時代と同様であった。今度は札付きの悪徳官僚を転勤させ部下とした。当時の王温舒は元内史で南陽太守の義縦とかつての上司の張湯らを恐れて、思うままの豪腕が振るえなかった。
元鼎2年（紀元前115年）に張湯が悪事を問われて自決すると、王温舒は廷尉に任命された。だが後任の尹斉が失脚すると再度、王温舒が中尉に任命された。彼は教養が欠如していたために、廷尉の仕事には熱心ではなかったが、中尉になるとまた熱心になった。関中の出身であるため関中の事情に詳しく、またこれまでのように悪徳官僚を部下として使った。
また、王温舒は権力者に諂い、犯罪行為が山のようにあっても黙認し、反対に勢力がない者のことは奴婢のように扱い、貴人であっても容赦しなかった。勢力のない悪人に告発させ、土豪の悪事を取り締まるようなことをしたという。彼の部下たちは邪悪で陰険な者が多く、徹底的な拷問で、多くの罪人が獄死した。王温舒の部下たちは「冠をかぶった虎」と評されていた。
元鼎6年（紀元前111年）、王温舒は閩越遠征に従軍した。やがて帰還し、自分の提案が武帝の勘気に触れて免職となった。しばらくして、武帝が甘泉に通天台を建てる時に人夫が足りず、その時の王温舒が「中尉管轄下の逃亡兵を再調査してその者を使えば、人夫は数万に膨れ上がる」と上奏し、今度は少府に任命された。やがて右内史に転任し、またこれまでのような統治を行ったが、後に法に触れて免職された。
元封6年（紀元前105年）再登用され、今度は右内史に任命された。同時に中尉も兼ねた。翌年に武帝は大宛遠征を行うことになった。その時に有能な官僚が召還されたが、王温舒の腹心の華成が大宛遠征を嫌がり、上司の王温舒は彼を隠して行かせなかった。そうしたところ王温舒は賄賂で騎兵の義務がある者を匿ったり、公用金を秘かに着服するなどの悪事を重ねていると告発する者があり、これを聞いた武帝は激怒した。この告発は一族皆殺しが適用される罪状であったが、彼は自殺した。その時、彼の2人の弟、および彼と婚姻関係にある2つの家族も他の罪でそれぞれ一族もろとも処刑された。その有様を見た光禄勲の徐自為は「古より三族誅滅（当人とその妻子・父母・兄弟を処刑すること）はあったが、王温舒の場合は度重なる悪事のために一挙に五族誅滅だとは、悲しいことだ」と発言したと言う。王温舒の家の財産は金千斤に上った。
王温舒が各地で上述のような統治を行って以来、郡太守・都尉らは王温舒の方法を真似る者が多かったという。

## その他
横山光輝の『史記』にて、「冬の月」（前編・後編）というタイトルで王温舒を主人公としてわかり易く描かれている。